# Relation (Philosophie)
Als Relation (lateinisch relatio ‚Beziehung, Verhältnis‘) wird im Allgemeinen ein Verhältnis zwischen einem Seienden oder Ereignis zu einem oder mehreren anderen bezeichnet. „Im einzelnen gibt es einseitige und wechselseitige Beziehungen.“
Der Begriff der Relation steht im engen Zusammenhang mit den Begriffen Struktur und System. In der Systemtheorie versteht man unter der Struktur eines Systems die Menge aller Relationen zwischen den einzelnen Elementen des Systems.
Beim Begriff Relation muss man zwischen konstruierten Beziehungen (relatio rationis) und realen Beziehungen (relatio in natura) unterscheiden. Von realen Beziehungen spricht man, wenn Objekte sich in irgendeiner Form tatsächlich aufeinander beziehen. Von konstruierten (gedachten) Beziehungen spricht man, wenn Objekte in Beziehung gesetzt werden, etwa hinsichtlich ihrer Größe, Lage, Existenzdauer oder anderer Daten.
In der Logik wird die Bezeichnung Relation oft synonym zum Begriff mehr-, insbesondere zweistelliges Prädikat verwendet.

## Klassifikation
Relationen werden in der Regel nach den Merkmalen der Reflexivität, Symmetrie (auch Antisymmetrie und Asymmetrie) und Transitivität eingeteilt. Für die wissenschaftliche Forschung ist es darüber hinaus bedeutsam, partikuläre oder vollständige, punktuale, ein- oder mehrdimensionale sowie stellenmäßig bestimmte oder unbestimmte Relationen zu unterscheiden.
Von besonderer Bedeutung ist die Unterscheidung in äußere und innere Relationen: von inneren Relationen spricht man dann, wenn alle zueinander in Relation stehenden Objekte zueinander in demselben Referenzsystem definiert sind und eine Änderung des Referenzsystems die Relation zwischen den Objekten nicht verändert. Innere Relationen sind also invariant gegenüber Transformationen des Referenzsystems.